# In Cantus
In Cantus è un album discografico del cantautore italiano Roberto Vecchioni, pubblicato nel 2009 dalla Universal Music.

## Descrizione
Il disco, registrato dal vivo nella piazza del Duomo a Spoleto nell'agosto 2009, raccoglie sia nuovi brani che riedizioni di vecchie canzoni.
Il disco è inoltre il risultato di una sperimentazione che Vecchioni ha svolto con il maestro Beppe D'Onghia, sono state aggiunte infatti parole a brani musicali classici di Pëtr Il'ič Čajkovskij, Antonio Vivaldi, Sergej Vasil'evič Rachmaninov, Giacomo Puccini e Pietro Mascagni.

## Tracce
1. Vissi d'arte – 4:42
2. L'uomo che si gioca il cielo a dadi – 4:17
3. Il nostro amore – 4:34
4. Le cinque stagioni – 4:40
5. Milady – 4:25
6. Di te – 2:31
7. A Dio – 0:58
8. La stazione di Zima – 4:40
9. Se tornassi indietro – 6:06
10. Le rose blu – 5:21
11. Sogna ragazzo sogna – 4:59
12. Viola d'inverno – 4:25
13. Samarcanda – 4:27
14. Luci a San Siro – 5:36

## Formazione
- Roberto Vecchioni - voce
- Beppe D'Onghia - pianoforte
- Daniele Roccato - contrabbasso
- Maurizio Bucci - contrabbasso
- Anton Berovski - violino
- Alessandro Bonetti - violino
- Giuseppe Donnici - viola
- Vincenzo Taroni - violoncello
- Ilaria Biagini - flauto, cori